# کون‌بایا
کون‌بایا (به مجاری:  Kunbaja) یک شهرداری در مجارستان است که در ناحیه باچ‌آلماش واقع شده‌است. کون‌بایا ۳۳٫۷۲ کیلومتر مربع مساحت و ۱٬۸۰۲ نفر جمعیت دارد.